# Ann Verreth
Ann Verreth (14 november 1972) is een Belgische onderwijsbestuurder.

## Levensloop
Ann Verreth studeerde politieke wetenschappen aan de Katholieke Universiteit Leuven. Ze was werkzaam voor het HIVA - Onderzoeksinstituut voor Arbeid en Samenleving en de studiedienst van het Algemeen Christelijk Werknemersverbond. Ze was secretaris-generaal van de Vlaamse Hogescholenraad (2007-2009), adjunct-kabinetschef en onderwijsadviseur van Vlaams minister-president Kris Peeters (2009-2014) en secretaris-generaal van het Vlaams Secretariaat voor het Katholiek Onderwijs (2014) en kabinetschef van Vlaams minister van Onderwijs Hilde Crevits. Van januari 2016 tot januari 2019 was ze tevens bestuurder en vicevoorzitter van de Nederlands-Vlaamse Accreditatieorganisatie (NVAO). Ze was tevens vicevoorzitter van het European Consortium for Accreditation . In februari 2019 werd Verreth algemeen directeur van de Associatie KU Leuven en in april 2021 algemeen directeur van de hogeschool Odisee. Verder is ze in navolging van Harry Martens sinds maart 2018 voorzitter van de Vlaamse Onderwijsraad.
Ze is bestuurslid van CD&V Lier.